# 玄武岩

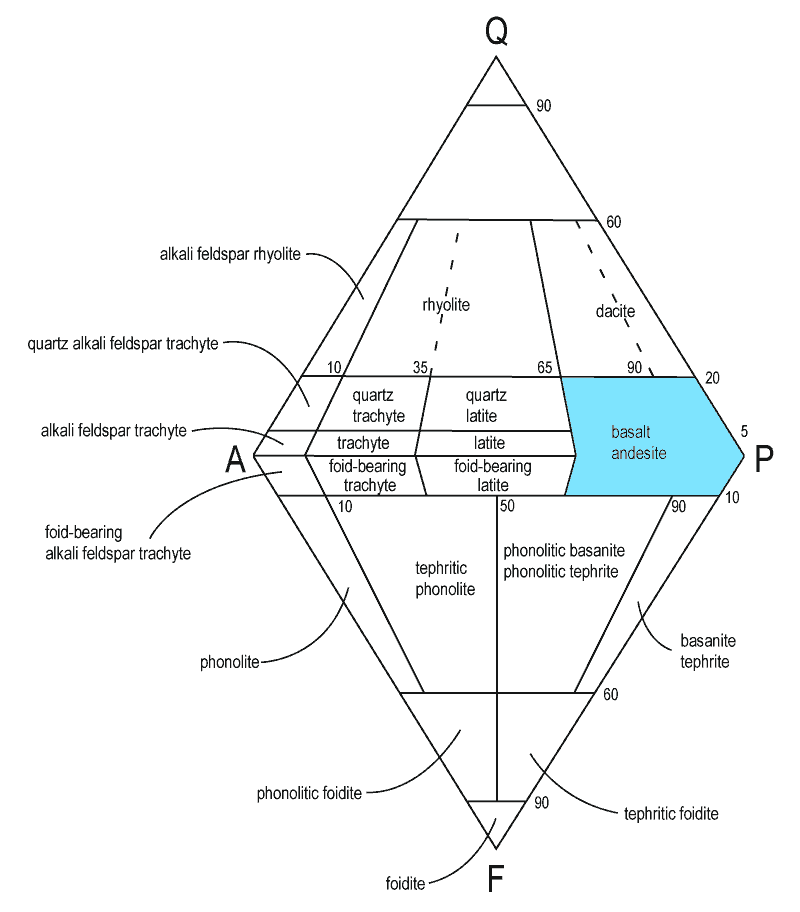
火山岩のQAPF図;
Q:石英、A:アルカリ長石、P:斜長石、F:準長石

玄武岩（げんぶがん、英: basalt）は、苦鉄質火山岩の一種。深成岩の斑れい岩に対応する。
火成岩は全岩化学組成（特にSiO2の重量%）で分類され、そのうち玄武岩はSiO2が45 - 52%で斑状組織を有するもの。斑晶は肉眼で見えないほど小さい場合もある。肉眼での色は黒っぽいことが多いが、ものによっては灰色に見えることもあり、また含まれる鉄分の酸化によって赤 - 紫色のこともある。

## 成分・種類
斑晶および石基として、有色鉱物である輝石・かんらん石、無色鉱物である斜長石等を含む。アルカリ玄武岩はケルスート閃石や金雲母を含むこともある。
玄武岩マグマを生じる上部マントルの部分溶融度が大きければソレアイト玄武岩 (tholeiitic basalt) 、部分溶融度が小さければアルカリ玄武岩 (alkali basalt) となる。
| 成分  | アルカリ 玄武岩 | 洪水 玄武岩 | 海洋島 玄武岩 | 深海底 玄武岩 | 島弧 玄武岩 |
| ----- | --------------- | ----------- | ------------- | ------------- | ----------- |
| SiO2  | 45.4            | 50.01       | 50.51         | 50.68         | 51.9        |
| TiO2  | 3.00            | 1.00        | 2.63          | 1.49          | 0.80        |
| Al2O3 | 14.70           | 17.08       | 13.45         | 15.60         | 16.00       |
| Cr2O3 | -00             | -00         | -00           | -00           | -00         |
| Fe2O3 | 4.10            | -00         | 1.78          | -00           | -00         |
| FeO   | 9.20            | 10.01       | 9.59          | 9.85          | 9.56        |
| MnO   | -00             | 0.14        | 0.17          | -00           | 0.17        |
| MgO   | 7.80            | 7.84        | 7.41          | 7.69          | 6.77        |
| CaO   | 10.50           | 11.01       | 11.18         | 11.44         | 11.80       |
| Na2O  | 3.00            | 2.44        | 2.28          | 2.66          | 2.42        |
| K2O   | 1.00            | 0.27        | 0.49          | 0.17          | 0.44        |
| P2O5  | -00             | 0.19        | 0.28          | 0.12          | 0.11        |
| 合計  | 98.70           | 99.99       | 99.77         | 99.70         | 100.0       |

## 生成される場所
玄武岩は地球表面で最も一般的に見られる岩石であるが、その生成する場所を列記する。玄武岩質溶岩は流動性が高く、高い火山で噴火した場合遠くまで流れて溶岩流となり、平坦な場所で噴出すると平らな台地を形成する。
- 海嶺 - プレートテクトニクスでは、海嶺は新しいプレート（リソスフェア）が生成される。地下深部から上昇してきたマントルが減圧融解をおこし、それによって生じた玄武岩質マグマが海洋底を形成する。海嶺で噴出する玄武岩マグマは枕状溶岩となる。すなわち、大洋の底は全て玄武岩（枕状溶岩）である。例えば、海嶺が地上に出ているアイスランドの火山はほとんど全部玄武岩質である。海嶺で生じる玄武岩は中央海嶺玄武岩（英語版） (MORB) と呼ばれる。
- ハワイなどのホットスポット火山。
- 伊豆大島、富士山などの島弧上の火山。沈み込む海洋プレートからウェッジマントルに水が供給され、融点が下がることによって玄武岩質マグマが形成されると説明されている。
- デカン高原のように非常に大量の玄武岩が地表に供給されることがある。プルームテクトニクスでは、地下深部の高温マントルの塊が上昇してきて（マントルプルーム）、比較的短期間に大量の玄武岩質溶岩を噴出させたと説明されている。このタイプの噴火を洪水玄武岩と呼び、形成された地形を溶岩台地という。

玄武岩には磁鉄鉱が含まれており弱い磁気を帯びている。この磁気の方向は溶岩が冷えて固まる時の地磁気の影響を受けている。地磁気は平均すると数万年単位でNとSが入れ替わるので、玄武岩の磁気を測定すれば噴火時期特定の有力なデータとなる。

## 名前の由来

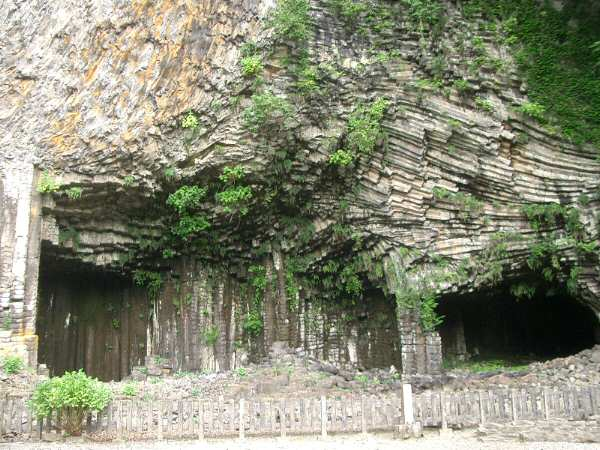
玄武洞（玄武洞公園内）

英語名 basalt の語源は、ギリシャ語の βάσανος （basanos、試金石の意味）に関係あるからとも、この岩石が豊富に産出されたヨルダン東部のバシャン（Bashan、聖書ではオグ王国とされているところ）に由来し lapis basanitis 「Bashan の石」の意ともいわれている（なおベイサナイト（バサナイト、バサン岩）の語源に関しても同様の説がある）。
玄武岩の日本語訳は、兵庫県城崎温泉の近くにある玄武洞にちなんで小藤文次郎が1884年（明治17年）に命名したものである。玄武洞は約165万年前に噴火した溶岩流で、六角形の柱状節理が見事な玄武岩の岩山にある洞窟。ちなみに玄武とは、中国神話で方位を司る神（四神）のうち、北方に相当する蛇と亀が合体した神体で、黒色の意味もある。

## 用途・加工法
イタリアを拠点とするカメラ関連機器メーカーのジッツオが過去に、玄武岩を素材に用いた三脚を生産・販売していた。

## 玄武岩を使った世界遺産
世界文化遺産
エローラ石窟群　　　　　　　　　　　　　　　　　　インド       地層が玄武岩で形成されている
ディヤルバクル城塞とエヴゼル庭園の文化的景観　　　トルコ       城壁が玄武岩を使い積み上げられている
世界自然遺産
ジャイアント・コーズウェーとコーズウェー海岸　　　イギリス　 玄武岩の石柱群がある